# Heinz Kozur
Heinz Walter Kozur (* 26. März 1942 in Hoyerswerda; † 20. Dezember 2013 in Budapest) war ein deutscher Paläontologe und Stratigraph.

## Leben
Nach seinem Abitur studierte Heinz Kozur von 1961 bis 1967 Geologie an der Bergakademie Freiberg. Seine Diplomarbeit schrieb er über die Conodonten des Muschelkalks. Dafür bekam er die von der Bergakademie Freiberg an ihre Studenten für herausragende Leistungen verliehene Georgius-Agricola-Medaille. Bereits vor der Promotion wurde er ab November 1970 Abteilungsleiter für Naturwissenschaften an den Staatlichen Museen Meiningen. 1971 promovierte er summa cum laude bei Arno Hermann Müller mit der Dissertation Mikropaläontologie, Biostratigraphie und Biofazies der germanischen Mitteltrias. 1975 habilitierte er sich in Freiberg (ebenfalls über die Biostratigraphie, Fazieskunde und Paläogeographie der Trias). Er arbeitete bis 1981 in Meiningen, verließ dann aber die DDR, als er mit staatlichen Stellen in der DDR in Konflikt kam und unter Beobachtung des MfS stand, und emigrierte aus politischen Gründen nach Ungarn, wo er bei der Geologischen Landesaufnahme arbeitete. 1985 wurde er dort auf Druck der DDR entlassen. Er war ab 1984 mit der ungarischen Juristin Zsuzsa Tömpe verheiratet, sie wohnten im Budapester Stadtteil Adyliget. Seitdem war er Gastprofessor an verschiedenen Universitäten (Jordanien, Northern Arizona University, Palermo, Lausanne, Salzburg, Innsbruck, und nach der Wende in Halle/Saale) und er forschte für die Middle East University in Ankara und den Geological Survey of Japan.
1976 bis 2007 war er in der IUGS Subkommission zur Perm Stratigraphie (und war danach Ehrenmitglied) und seit 1969 ist er in der Subkommission Trias. Er war aktiv in den internationalen Komitees, die die Grenzen Karbon-Perm, Trias-Jura und Perm-Trias festlegten und das Guadelupian (mittleres Perm) definierten. Ein wichtiges Leitfossil, das den Beginn der Trias kennzeichnet, ist der Conodont Hindeodus parvus, der 1975 von Kozur und Pjatkova benannt wurde. Er befasste sich mit Paläoökologie, besonders im Rahmen des Perm-Massenaussterbens (Perm-Trias-Grenze) und an der Grenze Trias-Jura. Er befasste sich mit Paläoökologie und Paläogeographie von Pangäa in der Trias, speziell in der Tethys und im Germanischen Becken. Außerdem forschte er über variszische und alpine Tektonik in Europa und cadomische bis kimmerische Tektonik in der Türkei. Er trug zum Verständnis der marinen Stratigraphie vom Kambrium bis Devon und Karbon bis Trias (marin und terrestrisch) besonders in Zentraleuropa bei.
Als Paläontologe befasste er sich besonders mit Conodonten (wichtigen Leitfossilien), Radiolaria und Conchostraca, ihrer Evolution und Biostratigraphie besonders in der Trias. Bei den Conchostraca arbeitete er mit Rob Weems zusammen. Mit Hilfe der Biostratigraphie von Conchostraca demonstrierte er, dass der Übergang Trias-Jura gleichzeitig mit dem Zerbrechen von Pangäa und Öffnen des Atlantiks im Camp-Vulkanismus (Central Atlantic magmatic province) stattfand (und nicht davor). Er befasste sich auch mit fossilen Fußspuren, Charophyten, Ostracoden, Skleriten von Seegurken, Scolecodonten, Megasporen.

## Auszeichnungen
- Er war seit 1984 Mitglied der Ungarischen Akademie der Wissenschaften.
- 2012: Leopold-von-Buch-Plakette der Deutschen Geologischen Gesellschaft

## Schriften
- Mikropaläontologie, Biostratigraphie und Biofazies der germanischen Mitteltrias. Dissertation Bergakademie Freiberg, 32 Taf., 16 Tab., Freiberg, 1970, DNB 760732132.
- Biostratigraphie der germanischen Mitteltrias. Freiberger Forsch.-H., C 280, Teil I: 1 – 56, Teil II: 1 – 70, Anlagen: 12 Tabellen, Leipzig, 1974, DNB 540307688.
- Mit R. E. Weems: Upper Triassic conchostracan biostratigraphy of the continental rift basins of Eastern North America: Its importance for correlating Newark Supergroup events with the Germanic Basin and the international geologic time scale. In: New Mexico Museum Natural History and Science, Bulletin. 41, 2007, S. 137–188.
- Mit R. E. Weems: The biostratigraphic importance of conchostracans in the continental Triassic of the northern hemisphere. In: S. G. Lucas (Hrsg.): The Triassic Timescale. (= Geological Society, London, Special Publications. 334). The Geological Society of London, 2010, ISBN 978-1-86239-296-0, S. 315–417.
- Mit M. Franz, H. Bachmann: Shipingia weemsi n. sp., a biostratigraphically important conchostracan species from the uppermost Carnian and lowermost Norian of central Europe. In: Lawrence H. Tanner, Justin A. Spielmann, Spencer G. Lucas (Hrsg.): The Triassic System: New Developments in Stratigraphy and Paleontology. (= New Mexico Museum of Natural History & Science. Bulletin 61). 2013, S. 325–329, Plate 1.